# Bâtiment du Parlement géorgien (Koutaïssi)
Pour les articles homonymes, voir Bâtiment du Parlement géorgien et Bâtiment du Parlement.
Le bâtiment du Parlement géorgien (en géorgien: საქართველოს პარლამენტის შენობა ქუთაისში) est un édifice public situé à Koutaïssi en Géorgie. Il est construit de 2011 à 2012 dans la deuxième ville la plus importante du pays pour loger le Parlement de Géorgie qui revient à Tbilissi, la capitale, en 2019.

## Histoire
Le bâtiment est construit à l'initiative du président Mikheil Saakachvili sur le site d'un mémorial aux soldats soviétiques de la Seconde Guerre mondiale, dont la démolition par explosifs en décembre 2009 afin de libérer de l'espace pour la nouvelle construction, cause la mort accidentelle de deux personnes, une mère et sa fille.
Le gouvernement le promeut comme un symbole de l'avenir brillant et démocratique de la Géorgie. Son emplacement à Koutaïssi est présenté comme un stimulant pour l'économie régionale et comme un moyen de rassembler le pays. Les critiques affirment que ce projet est un gaspillage d'argent et qu'avoir un Parlement à Koutaïssi, alors que le gouvernement demeure à Tbilissi, est inefficace.
Commandé à la société espagnole CMD Inginieros, les travaux commencent en 2011 selon les plans de l'architecte Alberto Domingo, et le bâtiment est inauguré le 26 mai 2012. Conformément à la clause constitutionnelle correspondante, il devient le siège principal du Parlement nouvellement élu en octobre 2012. 
Après la fin du mandat de Saakachvili, le nouveau gouvernement de la coalition Rêve géorgien décide de relocaliser toutes les activités parlementaires à Tbilissi. Un amendement constitutionnel adopté en 2017 et entré en vigueur en décembre 2018, ne contient aucune référence à Koutaïssi en tant que siège du Parlement, ce qui permet le retour du Parlement à Tbilissi en janvier 2019,. 
Le bâtiment de Koutaïssi est maintenant affecté au ministère des Affaires intérieures.

## Architecture
L'extérieur du bâtiment est dominé par un grand dôme ovale en verre et acier de 150 par 100 mètres, traversé par un élément en béton en forme de toit qui repose sur la voûte. 
L'intérieur comprend une vaste salle de séance qui présente une tonalité brun-jaune.

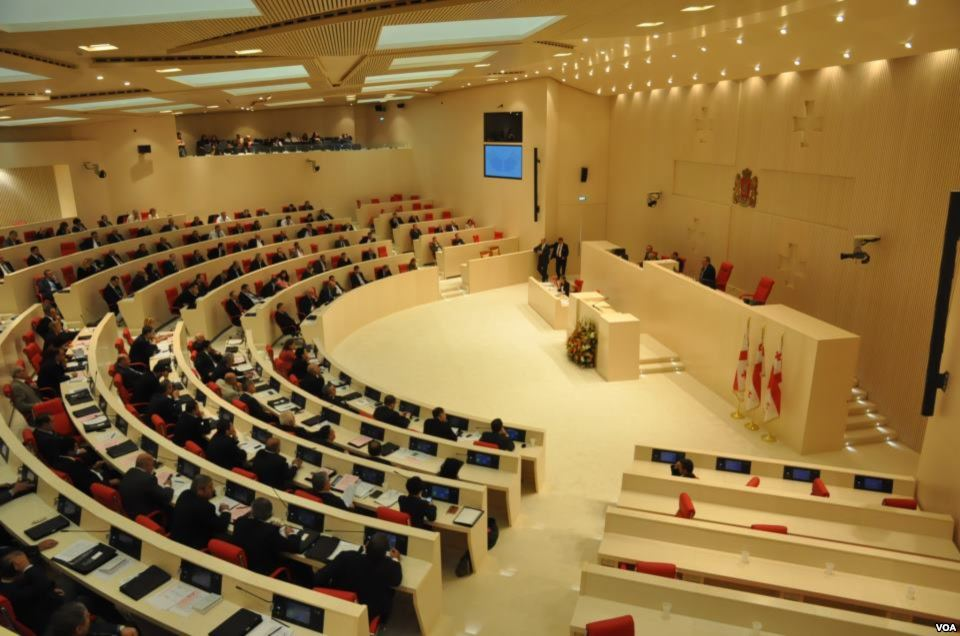
Salle des séances du Parlement.